# Philipp Lepenies
Philipp Lepenies (* 1971 in Koblenz) ist ein deutscher Wirtschafts- und Politikwissenschaftler, der als Professor für Politik mit Schwerpunkt Nachhaltigkeit an der Freien Universität Berlin (FU) forscht und lehrt.
Philipp Lepenies ist der Sohn des Soziologen Wolf Lepenies und seiner Ehefrau Annette Lepenies, geb. Hieronimi. Er studierte von 1990 bis 1997 Volkswirtschaftslehre an der FU Berlin und erwarb den Grad Diplom-Volkswirt. Anschließend ging er an die London School of Economics, wo er 1998 das Master-Examen ablegte. Es folgte ein wirtschaftswissenschaftliches Promotionsstudium an der FU Berlin, das 2001 mit dem Erwerb des Dr. rer. pol. abgeschlossen wurde. Danach war Lepenies 10 Jahre als Projektmanager und Prokurist für die KfW-Entwicklungsbank in Frankfurt am Main tätig. Während dieser Zeit verfasste er seine Habilitationsschrift und erhielt 2011 von der Universität Frankfurt die Venia Legendi für Politikwissenschaft. Ab 2013 hatte er Gastprofessuren an der FU inne. Seit Februar 2022 ist er dort Professor mit Schwerpunkt Nachhaltigkeit und zugleich Leiter des Forschungszentrums für Nachhaltigkeit am Otto-Suhr-Institut.

## Schriften (Auswahl)
- Marktentwicklung durch Voucher? Eine institutionen-ökonomische Analyse des Microenterprise Training Voucher Scheme in Paraguay. Lang, Frankfurt am Main 2002, ISBN 3-631-38863-2 (zugleich Dissertation).
- Die Macht der einen Zahl. Eine politische Geschichte des Bruttoinlandsprodukts. Suhrkamp, Berlin 2013, ISBN 978-3-518-12673-8.
  - Englischsprachige Ausgabe: The power of a single number. A political history of GDP. Übersetzt von Jeremy Gaines, Colombia University Press, New York 2016, ISBN 978-0-231-17510-4.
  - Chinesische Ausgabe: GDP jian shi. Lun GDP dui shi jie zheng zhi jing ji ge ju de ying xiang. Zhong guo ren min da xue chu ban she, Peking 2018, ISBN 978-7-300-25646-7.
- Art, politics, and development. How linear perspective shaped policies in the Western world. Temple University Press, Philadelphia 2014, ISBN 978-1-4399-1084-9.
- Armut. Ursachen, Formen, Auswege. C.H. Beck, München 2017, ISBN 978-3-406-69813-2.
- Verbot und Verzicht. Politik aus dem Geiste des Unterlassens. Suhrkamp, Berlin 2022, ISBN 978-3-518-12787-2.
- Souveräne Entscheidungen. Vom Werden und Vergehen der Demokratie. Suhrkamp, Berlin 2025, ISBN 978-3-518-12844-2.